# مقاطعة مودي (داكوتا الجنوبية)
مودي (بالإنجليزية: Moody)‏ هي إحدى مقاطعات ولاية داكوتا الجنوبية في الولايات المتحدة الأمريكية.